# Bunsoh
Bunsoh ist eine Gemeinde im Kreis Dithmarschen in Schleswig-Holstein.

## Geografie

### Geografische Lage
Das Gebiet der Gemeinde Bunsoh erstreckt sich im Landschaftsbereich der Heide-Itzehoer Geest bei Albersdorf in einer waldreichen Umgebung. Nach Osten hin zieht sich das Gemeindegebiet auf einem schmalen Streifen bis zum Nord-Ostsee-Kanal im Bereich der Kanalkilometer 34–37.

### Gemeindegliederung
Zur Gemeinde Bunsoh gehört der Ortsteil Westerau.

### Nachbargemeinden
Nachbargemeinden sind im Uhrzeigersinn im Norden beginnend die Gemeinden Immenstedt, Osterrade, Offenbüttel (alle im Kreis Dithmarschen), Steenfeld und Beldorf (beide im Kreis Rendsburg-Eckernförde) sowie Wennbüttel, Albersdorf, Arkebek und Schrum (alle wiederum im Kreis Dithmarschen).

## Geschichte

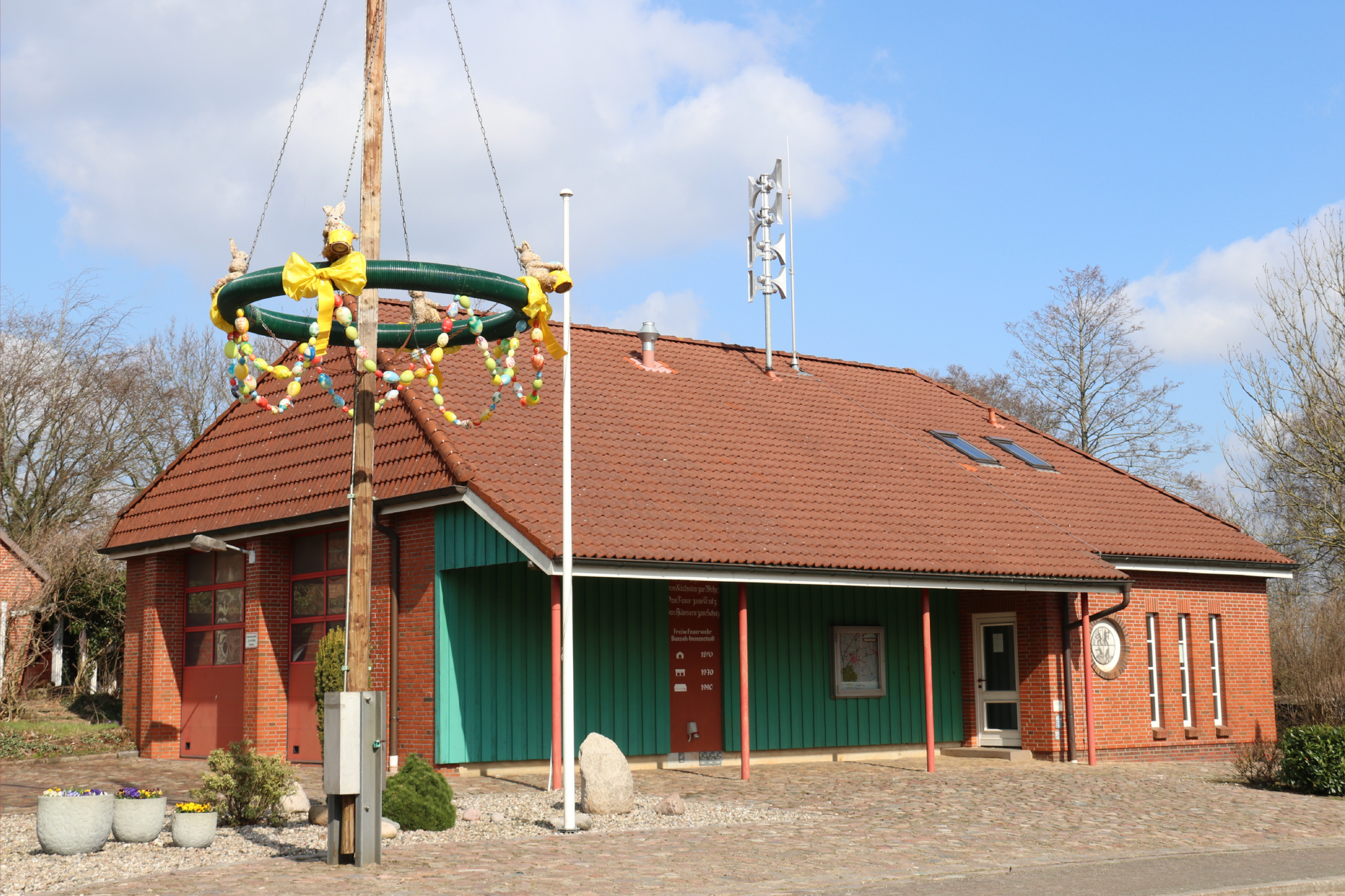
Feuerwehrhaus

Mehrere Steingräber wie das Großsteingrab von Bunsoh geben Zeugnis für die frühe Besiedlung des Ortes und seiner Umgebung. Anhand gefundener Grabbeigaben, insbesondere Tongefäße, wurde dieses auf 3500–2800 v. Chr. datiert und sind der jungsteinzeitlichen Trichterbecherkultur zuzurechnen.
Weitere archäologische Funde, die auf 560 bis 620 n. Chr. datiert sind, sind die Moorleiche von Bunsoh und die dazugehörige Halsschnur von Bunsoh.
Erstmals urkundlich erwähnt wurde Bunsoh 1450.
Am 1. April 1934 wurde die Kirchspielslandgemeinde Albersdorf aufgelöst. Alle ihre Dorfschaften, Dorfgemeinden und Bauerschaften wurden zu selbständigen Gemeinden/Landgemeinden, so auch Bunsoh.

## Politik

### Gemeindevertretung

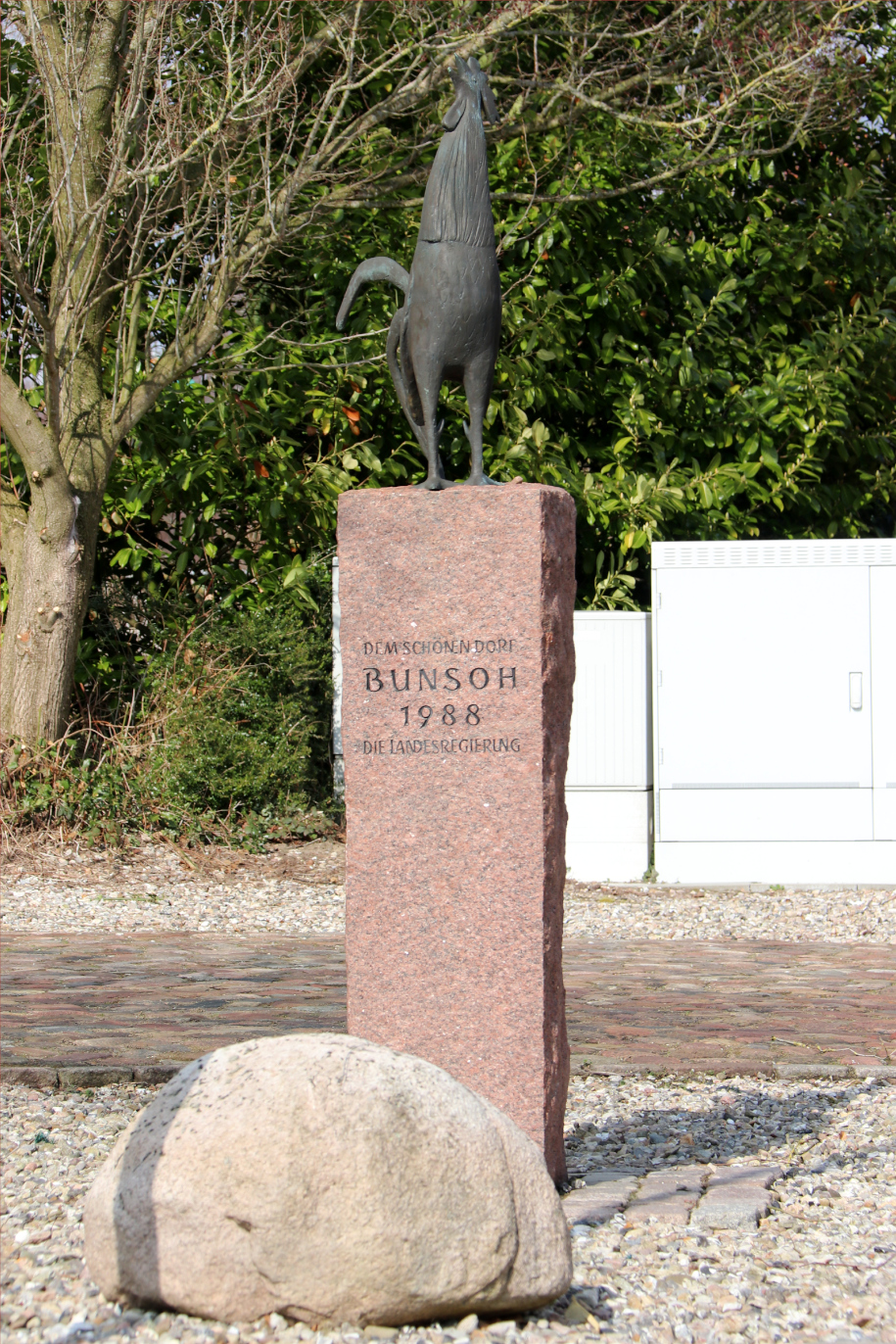
Denkmal „Dem schönen Dorf“ (1988)

Bei der Kommunalwahl am 14. Mai 2023 wurden insgesamt elf Sitze vergeben. Von diesen erhielt die Freie Wählergemeinschaft Bunsoh sieben Sitze und die Kommunale Wählervereinigung Bunsoh vier Sitze.

### Wappen
Blasonierung: „Von Grün und Silber im Wellenschnitt geteilt. Oben ein aus drei Tragsteinen und einer Deckplatte bestehendes silbernes Steingrab, unten ein unterhalbes blaues Mühlrad. An der rechten Seite der Deckplatte des Steingrabes mehrere schalenförmige Einkerbungen und das eingemeißelte Zeichen eines Radkreuzes.“
Die obere Hälfte des Gemeindewappens zeigt den Schalenstein von Bunsoh, den man unter einem der vielen Grabhügel im Gemeindegebiet entdeckt hat. Dieser Stein ist durch zahlreiche schalenförmige Einkerbungen gekennzeichnet, außerdem mit Doppelringen, flachen Rillen, Radkreuzen und Darstellungen von Händen. Die Deutung dieser Zeichen ist nicht voll geklärt. Ein Radkreuz ist stellvertretend für alle anderen Zeichen in das Wappen aufgenommen worden, wobei das ganze Steingrab Zeugnis für die frühe Besiedlung des Ortes und seiner Umgebung ablegen soll. Die untere Wappenhälfte zeigt ein halbes Mühlrad, welches als „Teil des Ganzen“ die alte noch bestehende Wassermühle von Bunsoh repräsentiert.

### Gemeindepartnerschaften
Bunsoh ist mit der französischen Gemeinde Manneville-sur-Risle in der Normandie als „Gemeinde Europas“ verschwistert.

## Freizeit
In Bunsoh gibt es das einzige Quellenbad an der schleswig-holsteinischen Westküste. Durch den natürlichen  täglichen Austausch von 10 % des gesamten Quellenwasservolumens sind keine weiteren Zusätze zur Aufbereitung des Wassers erforderlich.

## Persönlichkeiten
- Rudolf Seck (1908–1974), SS-Führer, Kommandant des KZ-Sammellagers Jungfernhof, Mitorganisator der Ermordung der lettischen Juden von 1941 bis 1944, in Bunsoh geboren